# Площа Шашкевича
Пло́ща Шашке́вича — площа у Галицькому районі міста Львова, у місцевості Цитадель. Розташована на стику вулиць Дорошенка та Бандери. Східний кут площі переходить у коротку вуличку, яка прямує на північний схід та Y-подібним перехрестям розділяється на дві невеличких вулички, що завершуються глухими кутами. Названа на честь видатного діяча українського галицького культурного відродження Маркіяна Шашкевича.

## Історія
Площа сучасної форми утворилася поруч із костелом святої Марії Магдалини на початку XX століття, коли ґрунти на кінці вулиць Сикстуської та Коперника розпарцелювали та забудували житловими кам'яницями. Більшість кам'яниць зведено у 1911—1912 роках українськими архітекторами, зокрема Філемоном Левицьким та Йосипом Делькевичем. На початку XX століття це місце також розглядалося як ділянка для будівництва українського театру, проте проєкт розроблений архітектором Іваном Левинським не було реалізовано.

## Назва
Від 1913 року — площа Шашкевича, названа на честь видатного діяча українського галицького культурного відродження Маркіяна Шашкевича, а також вулицю, що прямувала від вул. Сапєги у напрямку музичного інституту імені Миколи Лисенка, названо на честь М. Шашкевича. Від 1916 року — площа Котляревського, на честь українського письменника Івана Котляревського. Під час німецької окупації, від грудня 1941 року вулиця мала назву Одеонштрассе, у травні 1942 року вулицю і площу об'єднано під назвою Берґбауштрассе. У липні 1944 році площа отримала довоєнну назву — Шашкевича. Від 1964 року — площа Мельничука, на честь радянського публіциста, депутата Верховної ради СРСР Юрія Мельничука. І нарешті 1991 року площі повернено її історичну назву — Шашкевича.

## Забудова
Усі будинки на площі Шашкевича внесені до Реєстру пам'яток архітектури місцевого значення.

### №1, 2, 3
Пам'ятки архітектури місцевого значення № 743-м, 744-м, 745-м
Будинки споруджені у 1910—1912 роках за спільним проєктом архітектора Філемона Левицького та львівського будівничого Йосипа Делькевича. У будинку № 1 наприкінці 1940-х років містилися райкоми КП(б)У і ЛКСМУ та райвиконком Червоноармійського району м. Львова. На фасаді будинку 1986 року, на честь 175-ї річниці з дня народження Маркіяна Шашкевича встановлено меморіальну таблицю. Нині в будинку міститься Головне територіальне управління юстиції у Львівській області. Будинок № 3 — колишній прибутковий дім Делькевича.

### №4
Пам'ятка архітектури місцевого значення № 746-м
Житловий будинок.

### №5. Будинок Українського музичного товариства імені Миколи Лисенка
Пам'ятка архітектури місцевого значення № 390
Будинок споруджено у 1913—1916 роках у стилі українського модерну, за проєктом групи архітекторів у складі: Івана Левинського, Олександра Лушпинського, Євгена Червінського і Тадея Обмінського. Розписи виконав художник Модест Сосенко, автором скульптурного оздоблення будинку є скульптор Григорій Кузневич.
За Польщі тут був будинок Українського музичного товариства імені Миколи Лисенка, а нині тут розташований головний корпус Львівського коледжу імені Станіслава Людкевича.
10 жовтня 1926 року в актовій залі Українського музичного товариства імені Миколи Лисенка відбувся об'єднавчий з'їзд двох селянських організацій — волинсько-холмського національно-соціалістичного «Сель-Союзу» та галицької ліво-москвофільської «Народної Волі», за результатами якого відбулося їх об'єднання в одну організацію — «Сель-Роб».
У цьому ж будинку, як за Польщі, так за радянських часів, діяв кінотеатр, який за весь час свого існування двічі змінював свою назву та власників:
- Кінотеатр «Кіно військової кухні» був заснований Іваном Мельником у 1916 році та діяв протягом 1916—1918 років у приміщенні Музичного інституту імені Миколи Лисенка. У кінотеатрі, між іншим, демонстрували фронтову хроніку, а прибутки від роботи кінотеатру йшли на допомогу військовій кухні.
- Кінотеатр «Стильний» відкрився 1928 року у залі Музичного інституту імені Миколи Лисенка та був власністю інституту, а керував ним Здіслав Хмура. Зал кінотеатру був розрахований на 600 глядацьких місць. Викладачі вишу та члени їх родин могли безкоштовно відвідувати кіносеанси та займати місця у ложі. У 1929—1931 роках власником кінотеатру був Спілка військових інвалідів, а керували ним Ярослав Мельник, Теодор Сівак, Роза та Маврицій Фіш (саме він у 1931—1939 роках був власником «Стильного»). У липні — серпні 1933 року кінотеатр перебував на ремонті. У січні 1939 року у «Стильному» відбувався прем'єрний показ фільму Юліана Дороша «До добра і краси» — перший український повнометражний художній фільм в Галичині, був знятий 1938 року за сценарієм Василя (Софроніва) Левицького та Романа Купчинського на студії «Фото-фільм»[9][10].
- Кінолекторій «Комсомолець», що діяв тут у 1946—1965 роках.

### №6
Пам'ятка архітектури місцевого значення № 747
Житловий будинок

## Світлини

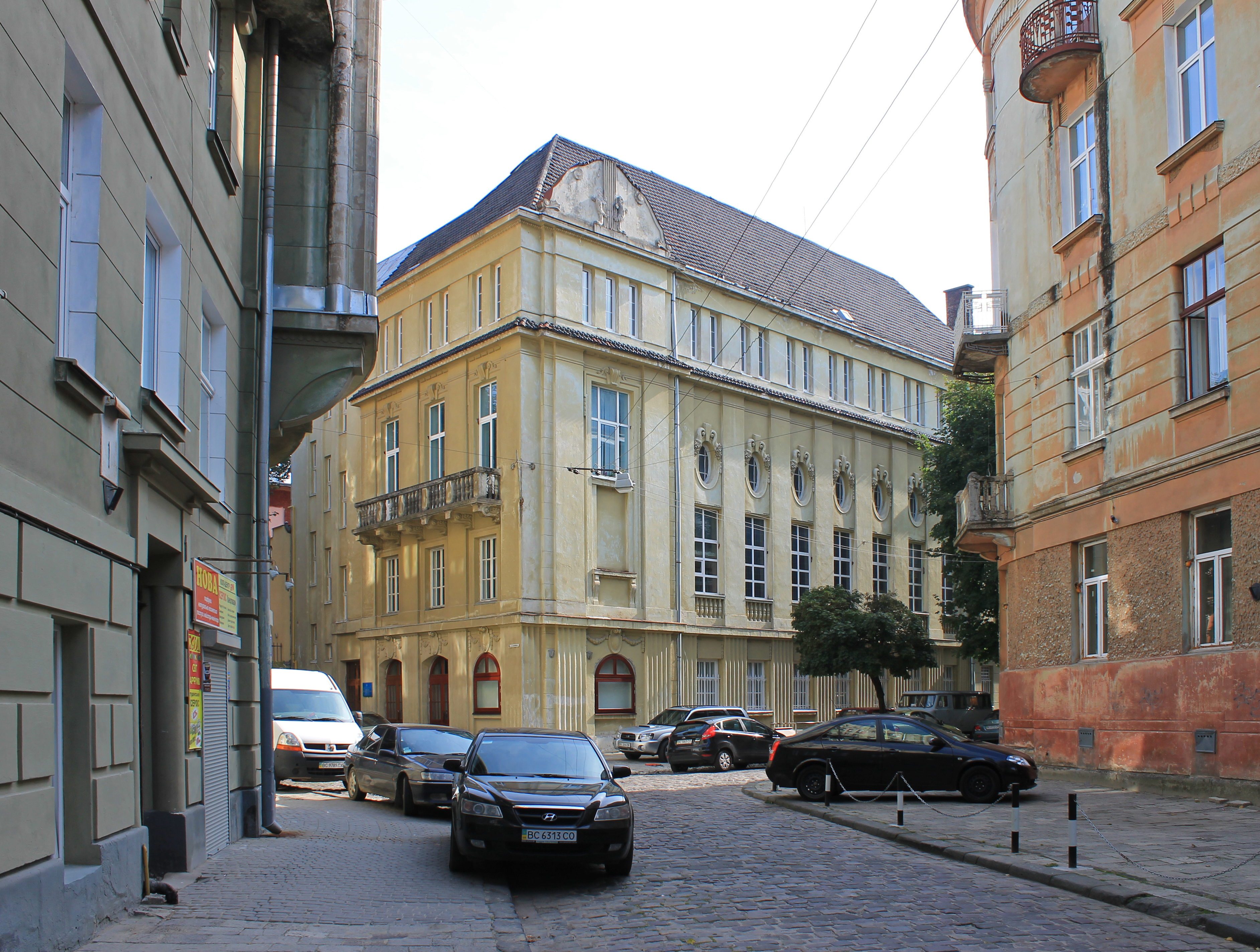
Східна частина площі
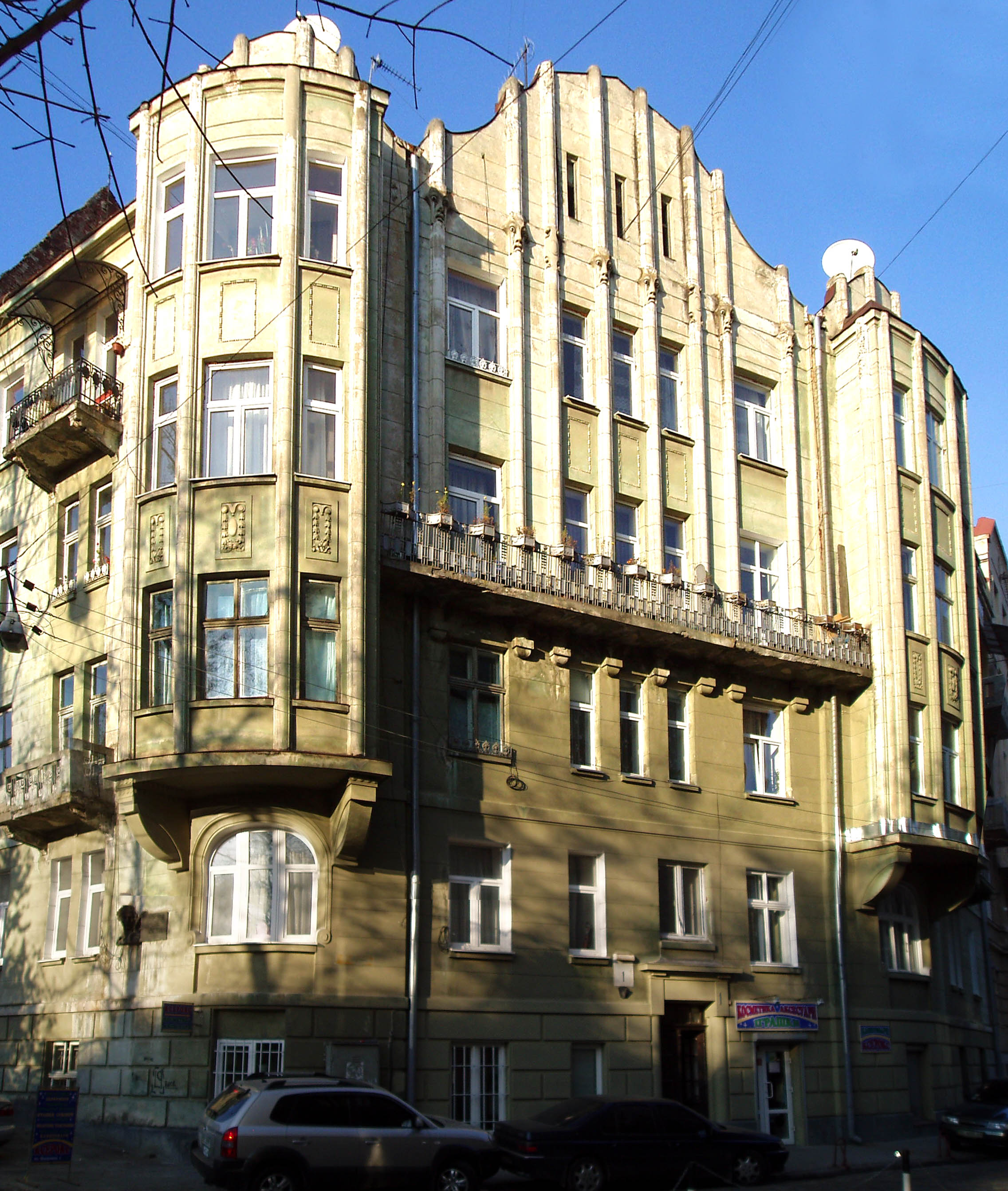
Кам'яниця (пл. Шашкевича, 1)
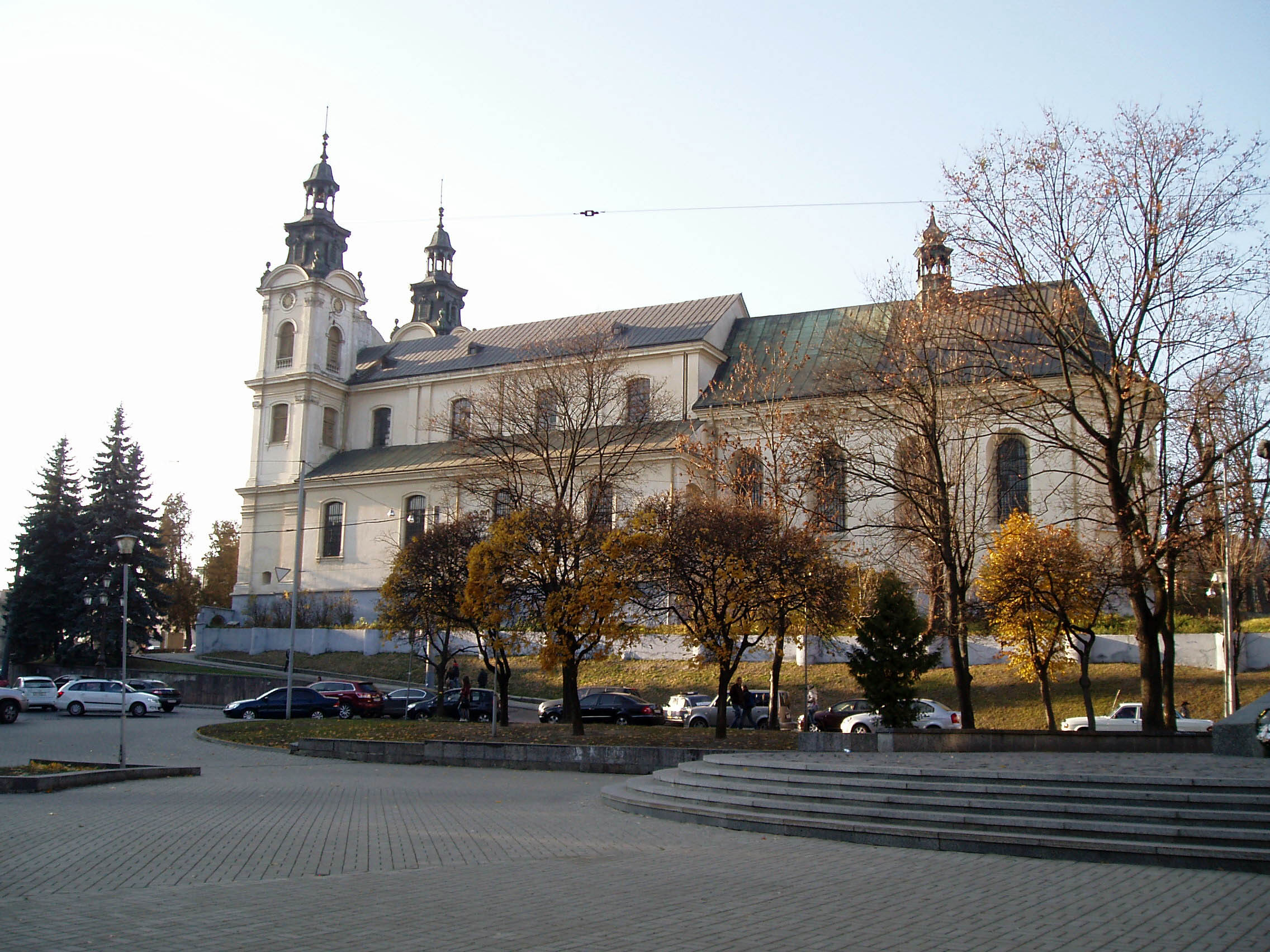
Костел святої Марії Магдалини (вигляд з пл. Шашкевича)
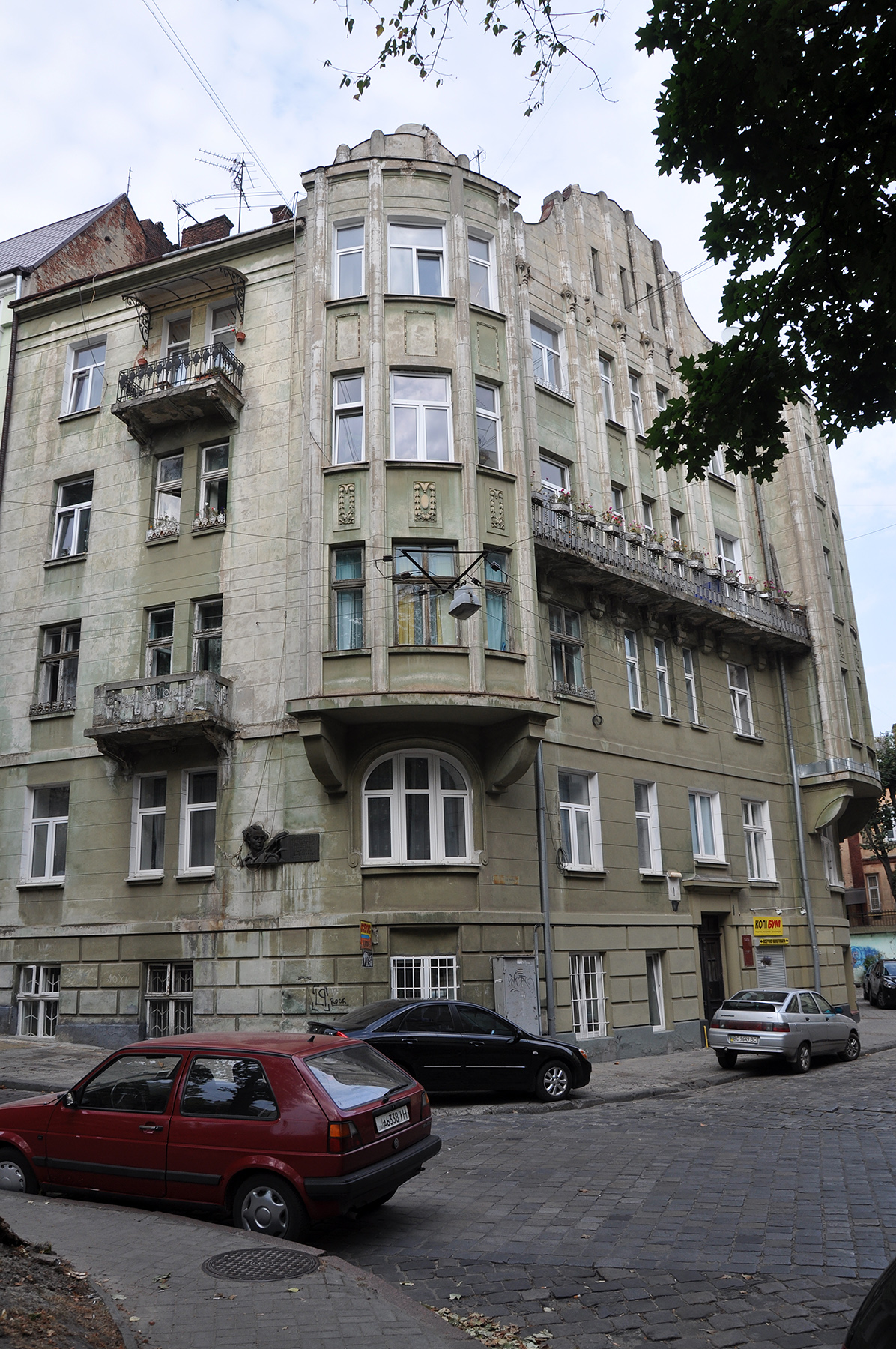
Офісний будинок (пл. Шашкевича, 1)
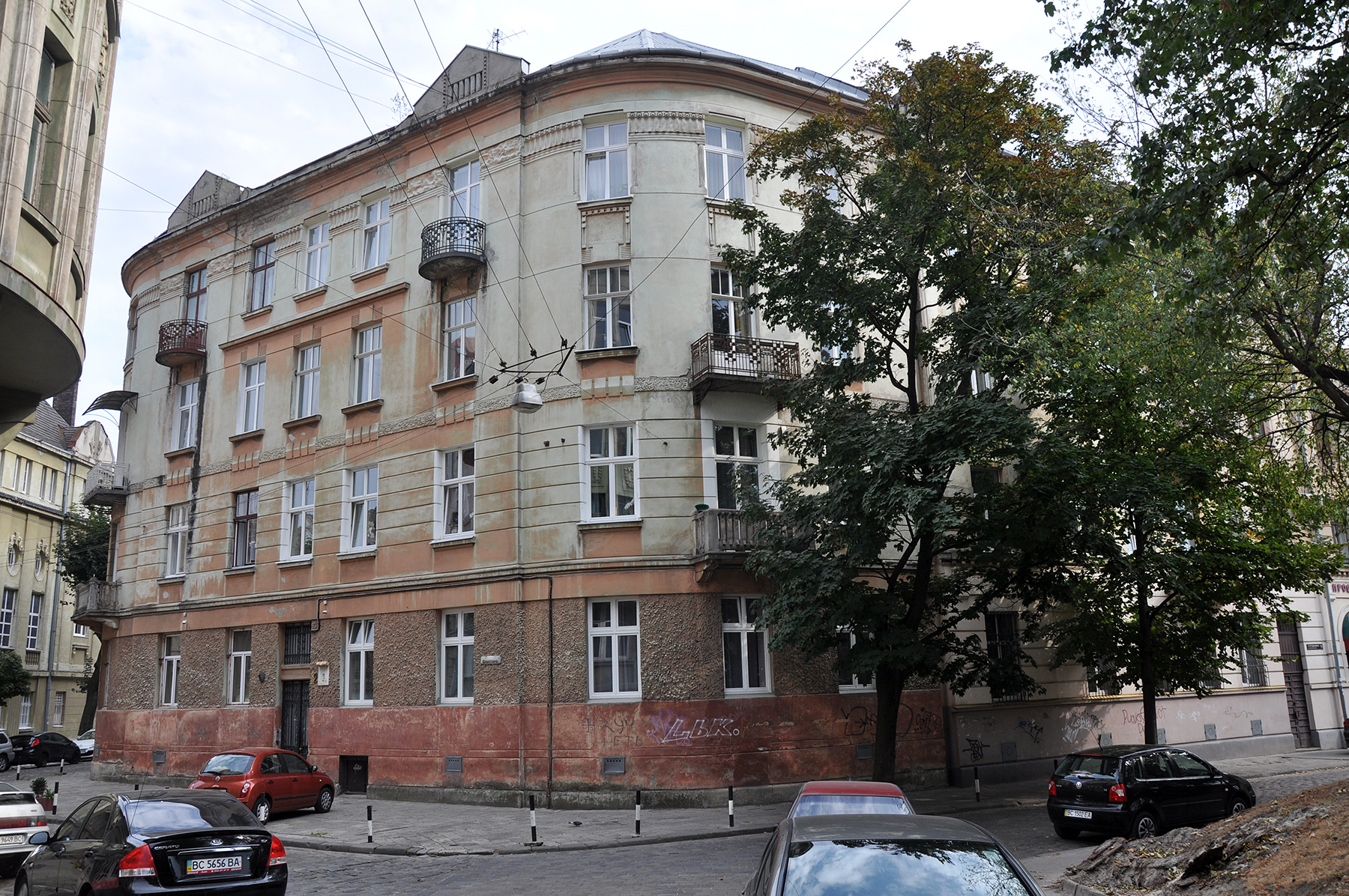
Житловий будинок (пл. Шашкевича, 2)
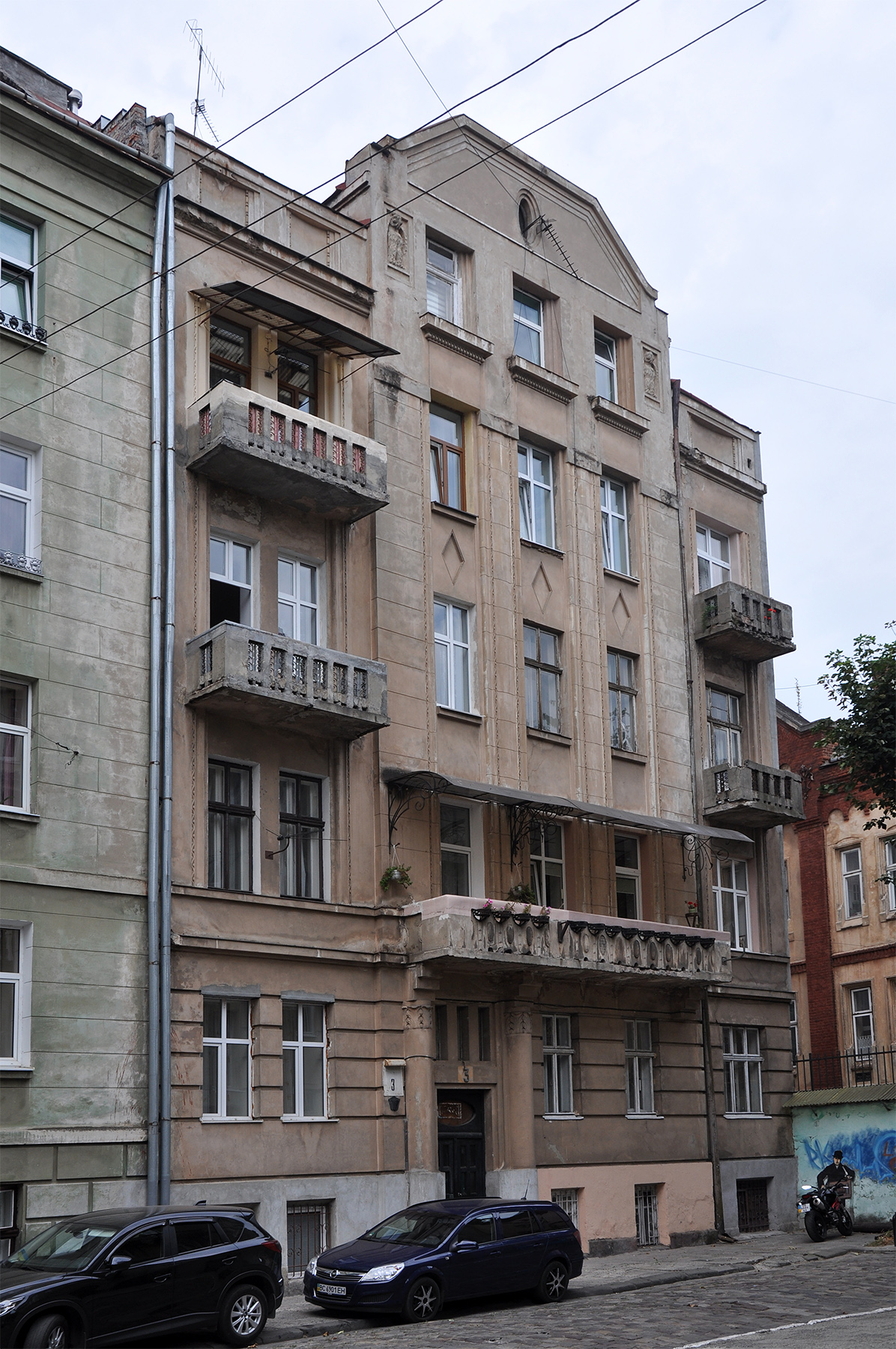
Житловий будинок (пл. Шашкевича, 3)
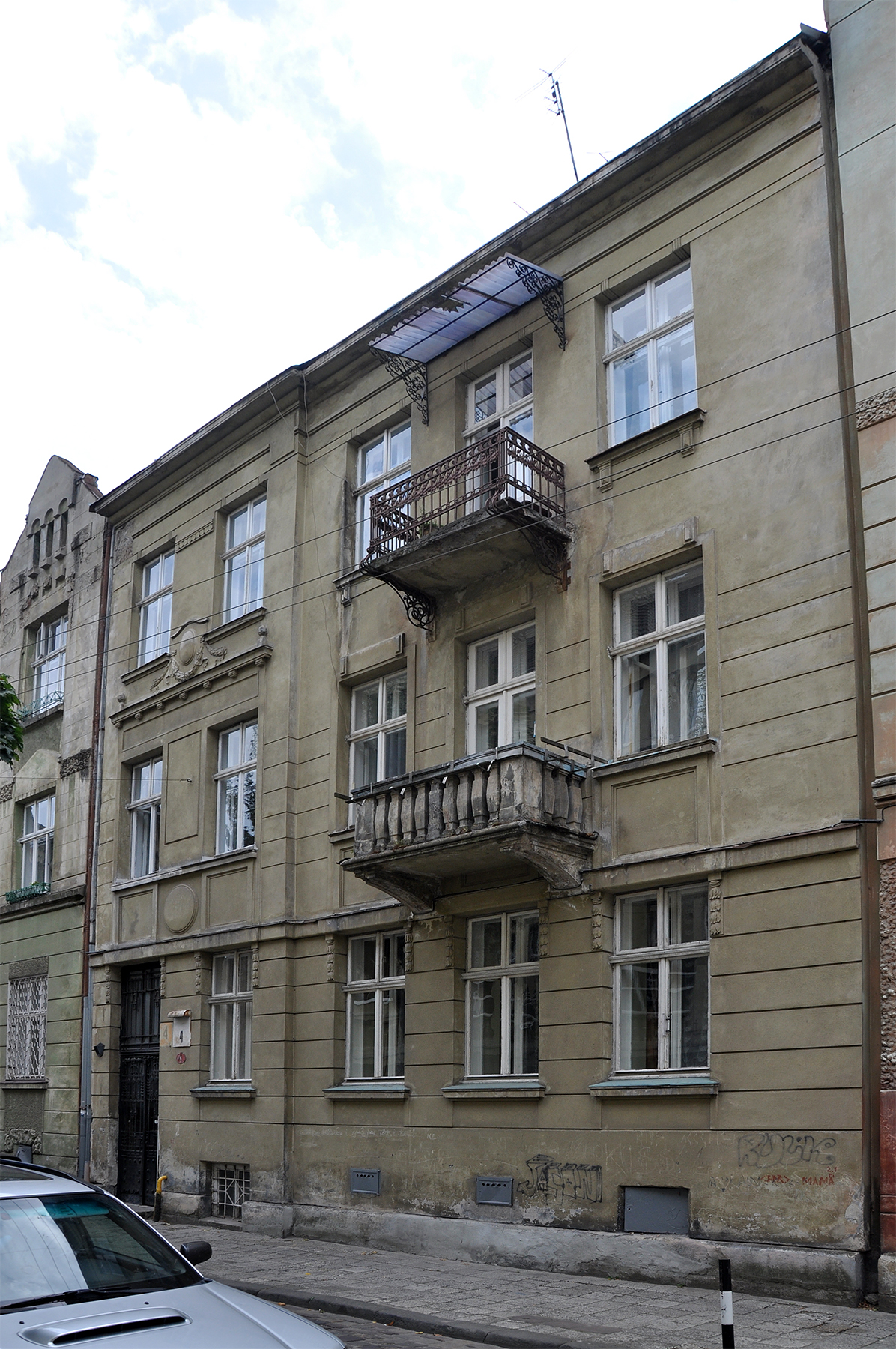
Житловий будинок (пл. Шашкевича, 4)
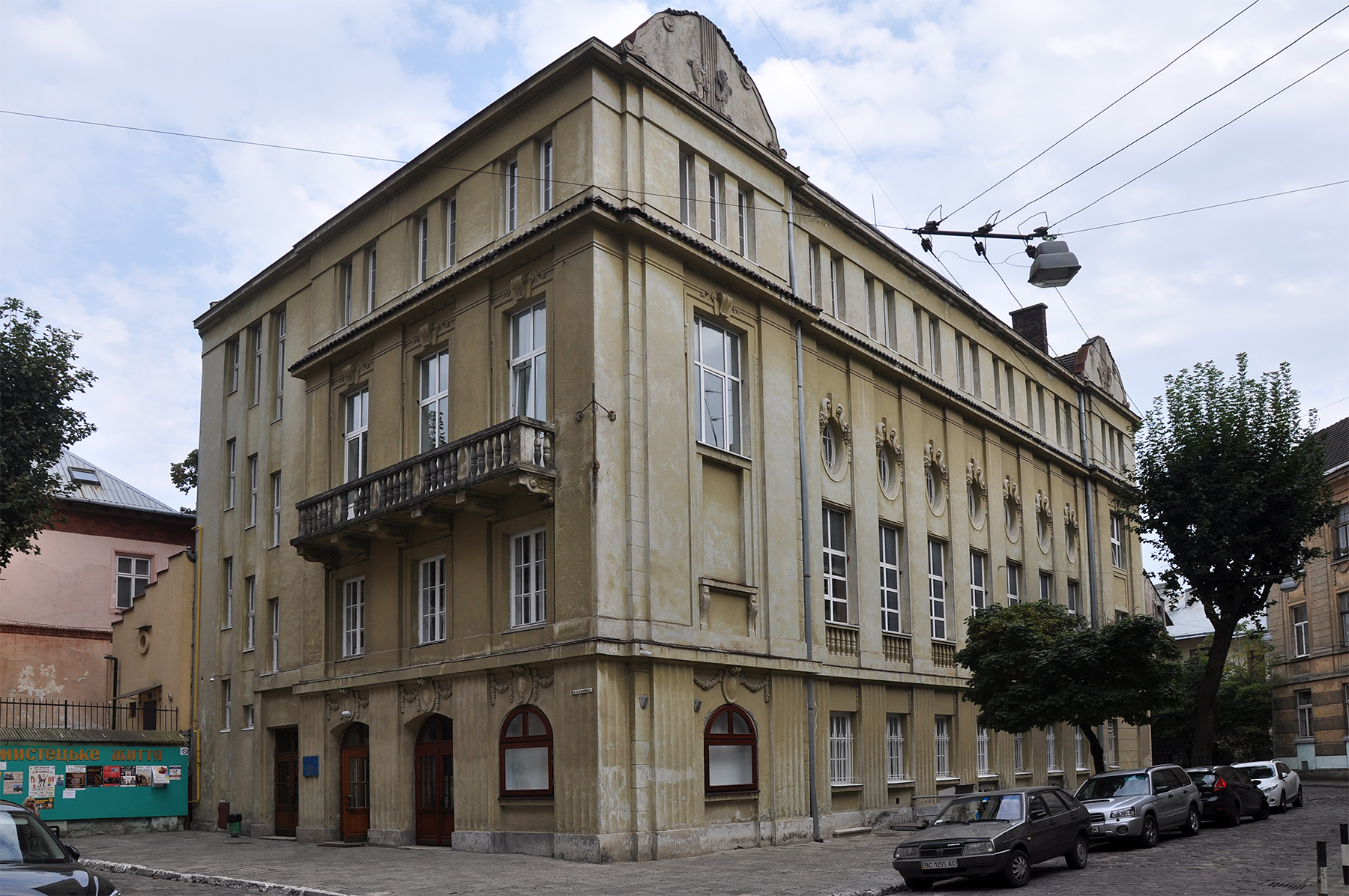
Будинок Українського музичного товариства ім. М. Лисенка (пл. Шашкевича, 5)
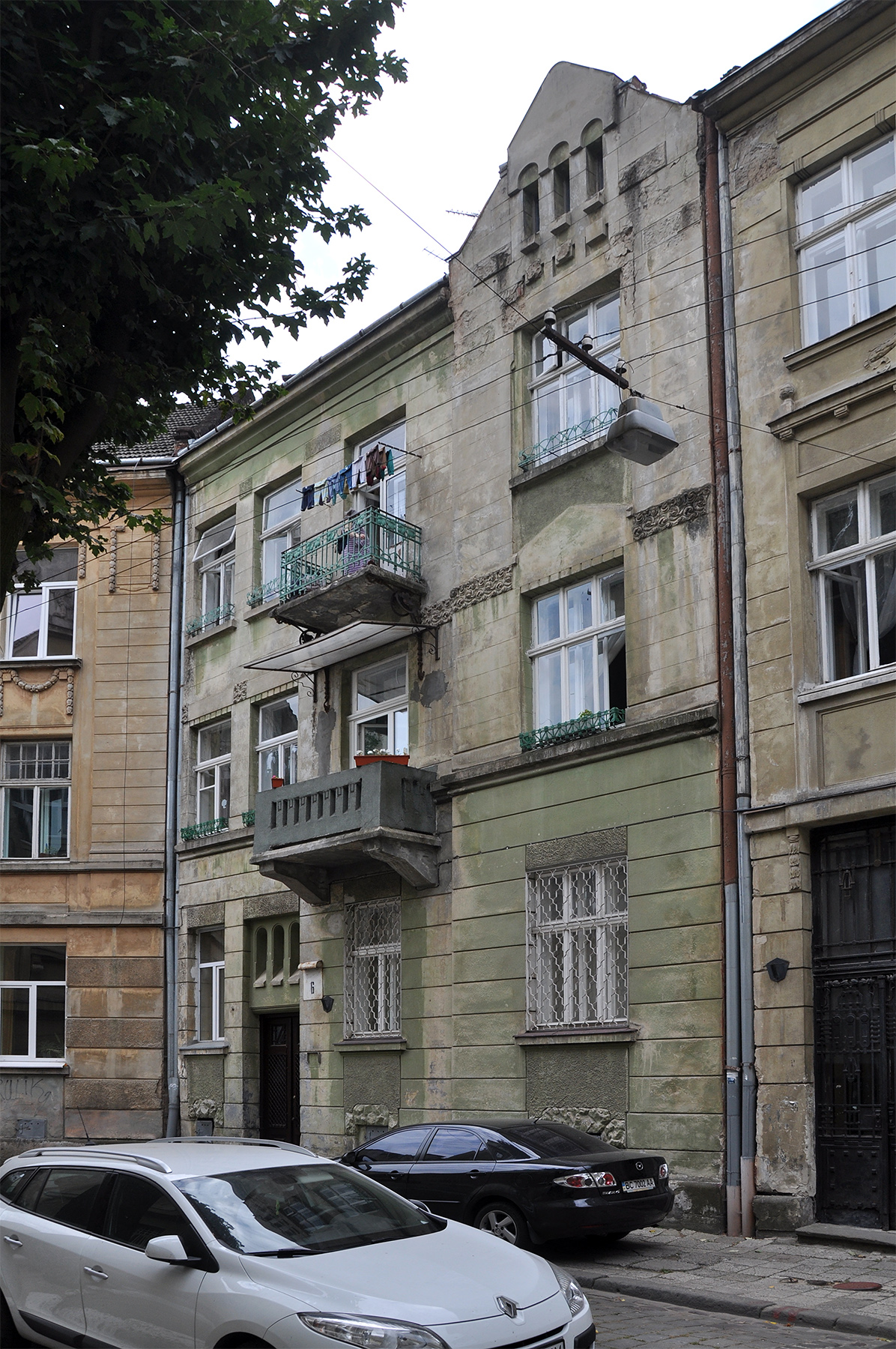
Житловий будинок (пл. Шашкевича, 6)
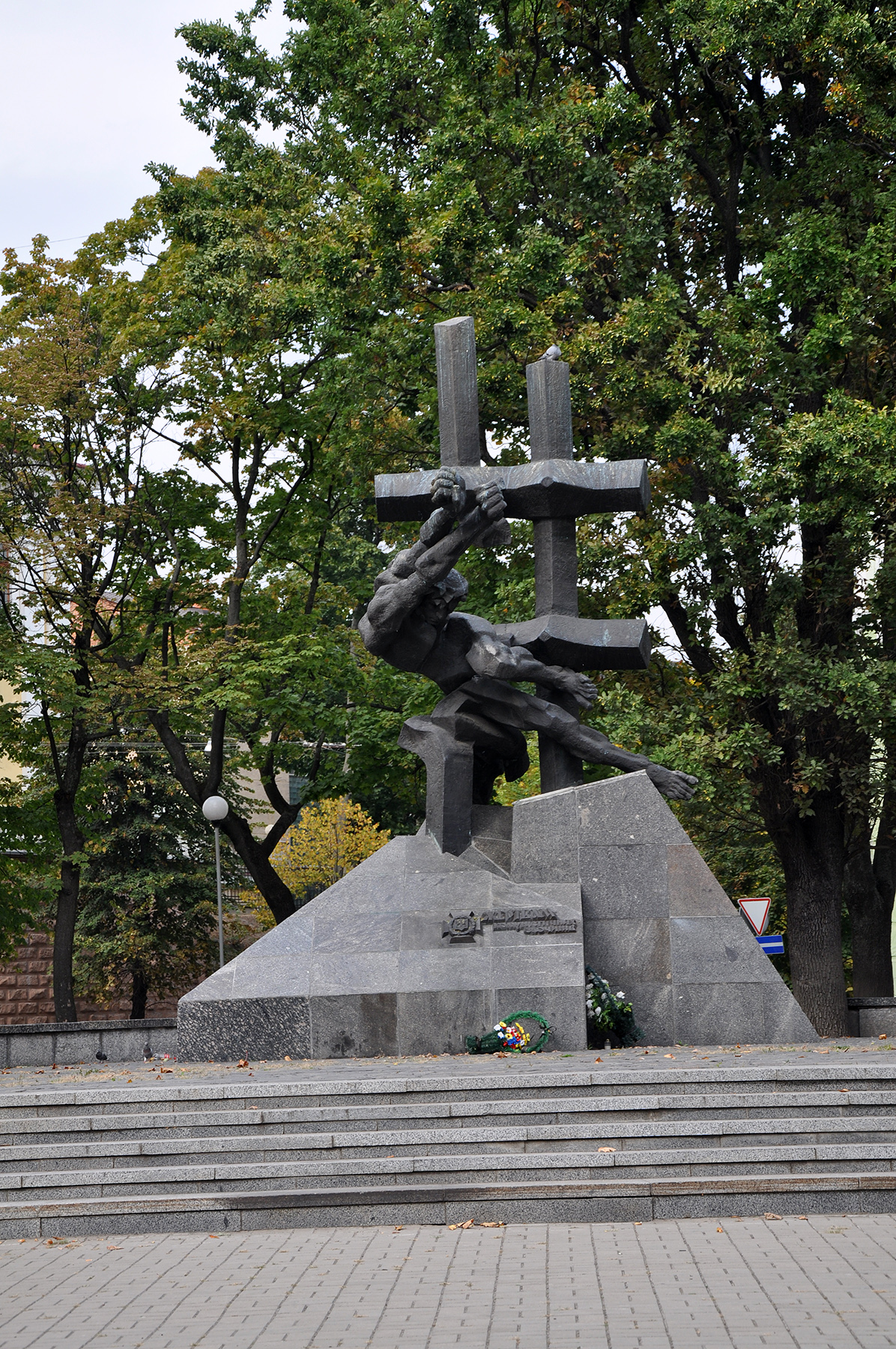
Пам'ятник жертвам комуністичних злочинів

## Пам'ятники, монументи
У 1973 році посеред скверу було споруджено пам'ятник радянському публіцисту Юрію Мельничуку, роботи скульптора Якова Чайки та архітектора Василя Каменщика. У 1991 році пам'ятник був демонтований.
1992 року, за ініціативи радянського політв'язня Василя Кубіва, тут встановили кам'яну брилу з написом: «Тут буде встановлено пам'ятник жертвам комуністичних злочинів». Вибір місця під цей монумент зумовлений безпосередньою близькістю до будівлі тюрми на Лонцького, що була місцем злочинів різних тоталітарних режимів.
Пам'ятник, роботи скульптора Петра Штаєра та архітектора Романа Сивенького, відкритий у 1997 році. Його композиція складається з експресивної бронзової фігури чоловіка, що пробиває масивні ґрати, а стоїть фігура на гранітному п'єдесталі складної форми. Внизу розміщений підпис «Жертвам комуністичних злочинів», поруч зображений тризуб оточений вінком із дубового листя на тлі рівноконечного козацького хреста. Разом із встановленням пам'ятника була облаштована територія із замощенням великої площі бруківкою, гранітними і бетонними плитками, довкола пам'ятника по колу висаджені дерева.

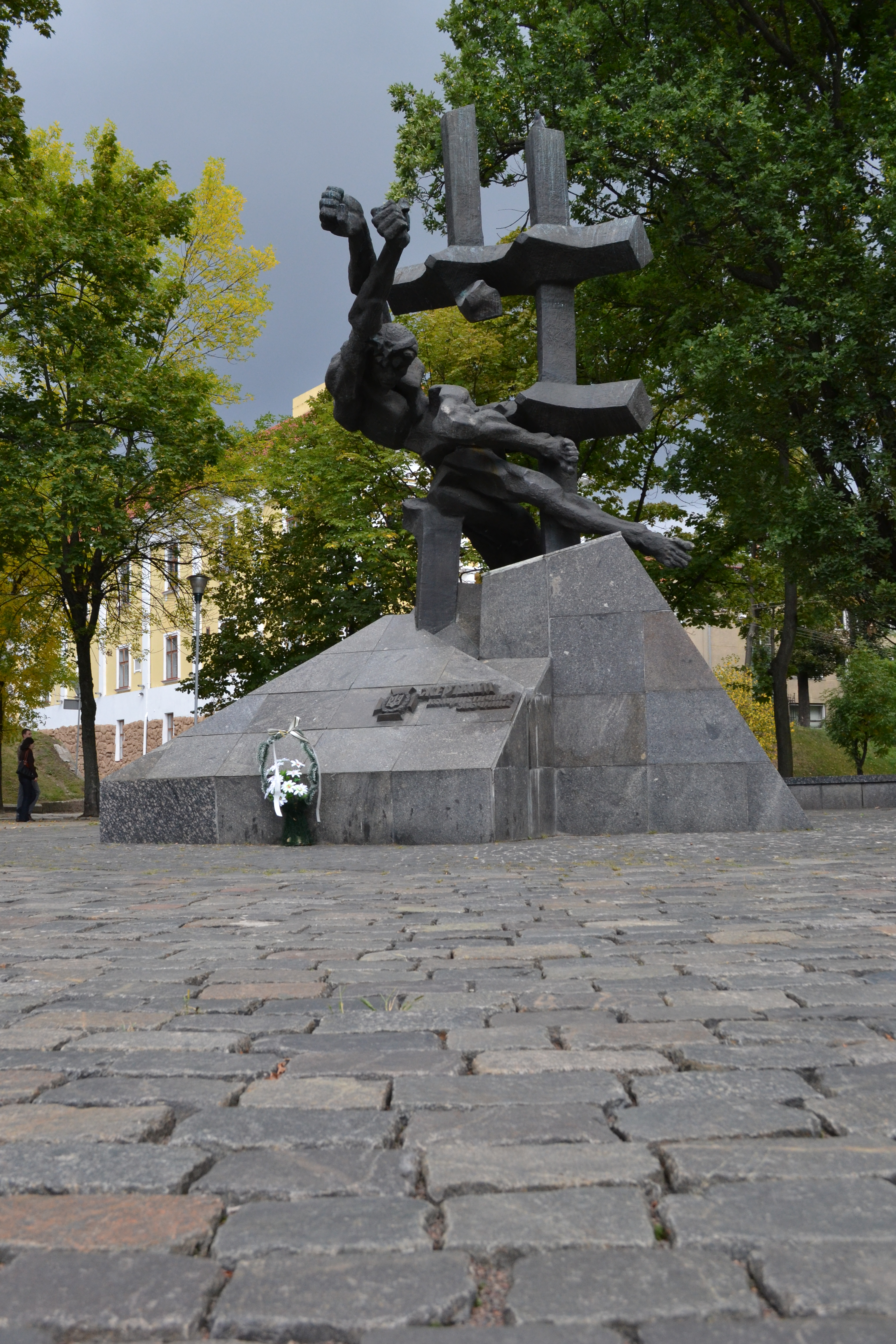
Пам'ятник жертвам комуністичних злочинів